# Klitten
Klitten (en sorabe: Klětno) est un quartier (Ortsteil) de la commune de Boxberg/O.L. de Saxe (Allemagne), située dans l'arrondissement de Görlitz, dans le district de Dresde.